# San Tirso de Abres
San Tirso de Abres (Santiso d'Abres) ist eine Gemeinde in der Autonomen Gemeinschaft Asturien, im Norden Spaniens mit der Gemeindehauptstadt El Llano.

## Lage
Die Gemeinde ist begrenzt von Taramundi und Vegadeo im Osten, im Norden, Westen und im Süden von Lugo.

## Geschichte
Funde aus der Steinzeit, bestätigen die frühe Besiedelung der Region. In den benachbarten Gemeinden zeugen auch heute noch Hügelgräber und mehrere Wallburgen von der Besiedelung durch die Gallaeker und Asturer.
Auch die Römer hatten hier ein kleines Kastell, von welchem jedoch nichts mehr sichtbar ist.

## Geologie

### Grund und Boden
Der überwiegend aus Kalk- und Schiefer bestehende Untergrund mit dem Xunqueira (664 m) als höchste Erhebung ist typisch für die Region.

### Gewässer
Die Gemeinde wird vom Río Eo durchquert.

### Klima
Wie in weiten Teilen Asturiens herrscht durch die Nähe zum Golfstrom herrscht hier ein beinahe mediterranes Klima mit warmen, trockenen Sommern aber kalten Wintern vor, im Herbst kommt es mitunter zu relativ starken Stürmen.

## Wirtschaft
Wie in weiten Teilen Asturiens ist die Landwirtschaft hier der größte Erwerbszweig. Handel und Produktion findet nur in mittelständischen Betrieben statt.
| | Beschäftigte | Anteil in Prozent |
| --- | ------------ | ----------------- |
| TOTAL | 136          | 100               |
| Ackerbau, Viehzucht und Fischerei                                                                              | 61           | 44,85             |
| Industrie | 8            | 5,88              |
| Bauwirtschaft                                                                                                  | 9            | 6,62              |
| Dienstleistungsbetriebe                                                                                        | 58           | 42,65             |
| * Daten aus dem Statistischen Amt für Wirtschaftliche Entwicklung in Asturien, Stand 2009 (PDF; 105 kB), SADEI |              |                   |

## Politik
| Historische Entwicklung im Gemeinderat von San Tirso de Abres | Historische Entwicklung im Gemeinderat von San Tirso de Abres | Historische Entwicklung im Gemeinderat von San Tirso de Abres | Historische Entwicklung im Gemeinderat von San Tirso de Abres | Historische Entwicklung im Gemeinderat von San Tirso de Abres | Historische Entwicklung im Gemeinderat von San Tirso de Abres | Historische Entwicklung im Gemeinderat von San Tirso de Abres | Historische Entwicklung im Gemeinderat von San Tirso de Abres | Historische Entwicklung im Gemeinderat von San Tirso de Abres | Historische Entwicklung im Gemeinderat von San Tirso de Abres | Historische Entwicklung im Gemeinderat von San Tirso de Abres |
| ------------------------------------------------------------- | ------------------------------------------------------------- | ------------------------------------------------------------- | ------------------------------------------------------------- | ------------------------------------------------------------- | ------------------------------------------------------------- | ------------------------------------------------------------- | ------------------------------------------------------------- | ------------------------------------------------------------- | ------------------------------------------------------------- | ------------------------------------------------------------- |
| Partei                                                        | 1979                                                          | 1983                                                          | 1987                                                          | 1991                                                          | 1995                                                          | 1999                                                          | 2003                                                          | 2007                                                          | 2011                                                          | 2015                                                          |
| CD / AP / PP                                                  |                                                               |                                                               |                                                               |                                                               | 3                                                             | 3                                                             | 4                                                             | 4                                                             | 5                                                             | 4                                                             |
| PSOE                                                          | 5                                                             | 6                                                             | 6                                                             | 7                                                             | 4                                                             | 4                                                             | 3                                                             | 3                                                             | 1                                                             | 3                                                             |
| PCE / IU-BA                                                   |                                                               |                                                               |                                                               |                                                               |                                                               |                                                               |                                                               |                                                               | 1                                                             |                                                               |
| UCD / CDS                                                     | 4                                                             | 1                                                             | 1                                                             |                                                               |                                                               |                                                               |                                                               |                                                               |                                                               |                                                               |
| Total                                                         | 9                                                             | 7                                                             | 7                                                             | 7                                                             | 7                                                             | 7                                                             | 7                                                             | 7                                                             | 7                                                             | 7                                                             |

## Bevölkerungsentwicklung der Gemeinde
Quelle: INE-Archiv - grafische Aufarbeitung für Wikipedia

## Sehenswürdigkeiten
- Castro Wallburg Mourela Croas.
- Monasterios (Kloster), Iglesias (Kirchen) und Capillas (Kapellen) in San Juan, El Llano / San Salvador und El Llano.

## Feste und Feiern
- El Llano - San Isidro Labrador (Mai)
- San Juan Bautista (Juni)

## Parroquias
Die Gemeinde ist auch zugleich das Parroquia.
- San Tirso De Abres, San Salvador (parroquia)

(Quelle: INE)

## Weiler und Dörfer
- El Llano 125 Einwohner 2006
- Salcido
- Louredal
- Castro Mourela
- Grandela
- Espasande
- Villar
- Lourido
- Valiñaseca